# Requin dormeur cornu
Heterodontus francisci
Pour les articles homonymes, voir Requin dormeur.
Espèce
Statut de conservation UICN

 DD  : Données insuffisantes
Répartition géographique
Requin dormeur cornu (Heterodontus francisci), ou requin-buffle, est une espèce de requins communs du Pacifique Nord-Est. C'est un requin benthique ou épibenthique qui vit sur les fonds marins entre la surface et 150 mètres de profondeur. Heterodontus californicus est un synonyme.

## Description
Le requin dormeur cornu, ou requin-buffle, vit dans le Pacifique est, de la Californie au Mexique et peut-être même jusqu'au Pérou, entre la surface et 150 mètres de profondeur. Il peut atteindre 1,20 mètre de long,. Comme tous les requins dormeurs il possède des épines sur ses nageoires dorsales et possède des nageoires anales. La présence d'épine est un possible mécanisme de défense puisque Compagno note que des petits requins dormeurs cornus ont été vus se faire avaler par des anges de mer du Pacifique (squatina californica) et se faire recracher vivants. 
Il est surtout reconnaissable par ses petites taches noires qui font moins d'un tiers du diamètre de l’œil. L'origine de la première nageoire dorsale est au-delà de la base des nageoires pectorales.

## Biologie et écologie

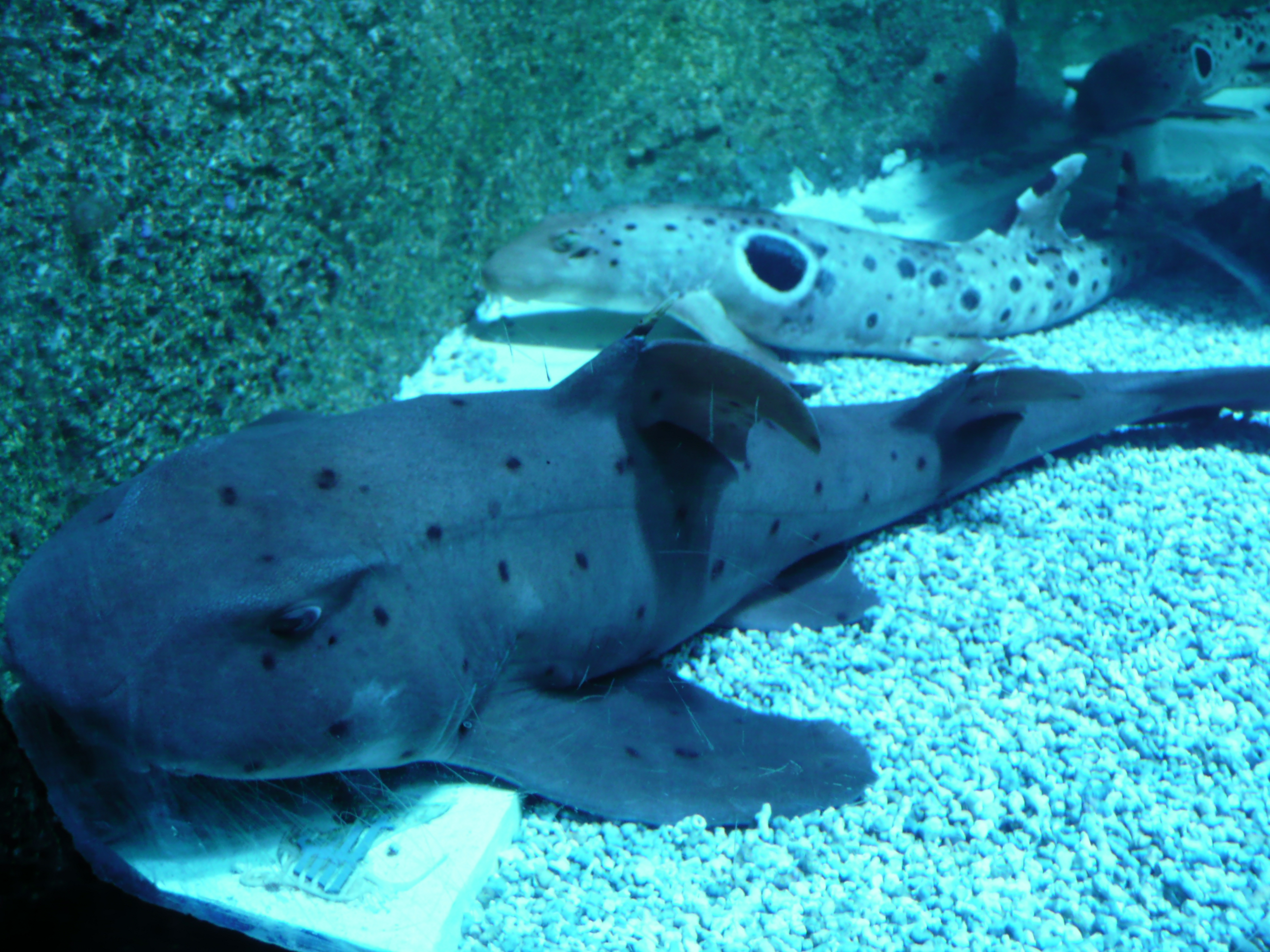
À l'aquarium du palais de la porte dorée

Ce requin est une espèce nocturne. Les individus sont matures sexuellement à partir de 59 cm et peuvent mesurer jusqu'à 120 cm. 

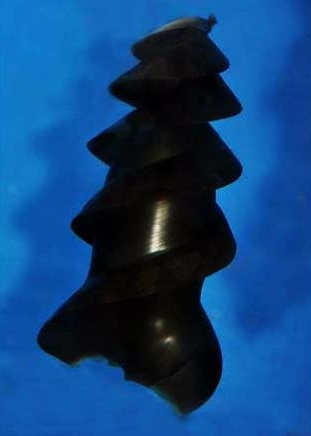
Œuf d'Heterodontus francisci.

Il a des dents molariformes dans toute la bouche et l'hypothèse actuelle est qu'il présente la dentition primitive des heterodontidae et qu'elle a ensuite évolué chez quelques espèces comme le requin de portjackson. Son régime alimentaire qui nécessite de broyer des coquilles fait de lui un requin dont la force dans les mâchoires est grande.
Il a été montré que cette espèce change de profondeur en fonction de la température de l'eau. Il est aussi dit que le requin dormeur cornu vit dans des eaux plus profondes en hiver.
Ce requin dormeur vit sur un petit territoire d'à peine 0,1 ha et tend à revenir dans le même dortoir tous les jours.
Les œufs ont un rebord fin et plat diagonal à l'axe de l’œuf et sans vrilles sur les sommets.
Le requin dormeur cornu mange des invertébrés benthiques comme les crabes qui représentent la majorité de ses proies, il mange aussi des petits poissons comme le Chromis punctipinnis et des Syngnathidae. 40,58 % des proies de spécimens étudiés dans le lagon de San Ignacio au Mexique sont des Lucapinella milleri qui est une espèce de gastéropode, les autres proies majoritaires sont des bivalves pour 28,99 % et des callinectes bellicosus, une espèce de crabe, pour 20,29 %. Il se nourrit aussi d'un type de vers les siponculides.
Le requin dormeur cornu est l'hôte de deux parasites,  un cestode Acanthobothrium puertecitense et  un copépode Trebius heterodonti.

## Distribution et habitat
Le requin dormeur cornu vit dans les eaux chaudes tropicales et subtropicales. On le trouve au large des côtes des États-Unis, du Mexique et probablement même jusqu'au Pérou. Il remonte parfois jusqu'à la baie de San Francisco lors de remontées d'eau chaude dans cette région. Il vit le plus souvent à des profondeurs comprise entre 2 et 11 m.
Le requin dormeur cornu vit sur des fonds rocheux, dans les forêts de Kelp, les fonds sablonneux entre les rochers et sur des fonds uniquement sablonneux. Lorsqu'ils sont sur les fonds rocheux, ils colonisent souvent des crevasses profondes ou de petites grottes. Les juvéniles s'abritent sur les fonds sablonneux souvent près d'algues, de rochers, de détritus et dans les trous excavés par les Myliobatis californica.

## Le requin dormeur cornu et l'homme
Le requin dormeur cornu possède un intérêt limité pour la pêche mais il constitue un prise accessoire dans les filets à crevette. Il est par contre prisé des plongeurs en chasse sportive et en joaillerie pour ses grandes épines.
Les plongeurs n'hésitent pas à harceler ces requins, voire à les attraper, il arrive alors que ces requins se retournent et mordent leurs assaillants.
Ils sont aussi souvent présentés en aquarium et se reproduisent en captivité.
De nombreuses études scientifiques ont été faites sur le requin dormeur cornu car c'est un requin primitif relativement abondant. Ces études portent entre autres sur le système immunitaire et le système nerveux,,,,.